# 兰花贼
《改编剧本》（英語：Adaptation.）是斯派克·琼斯执导的2002年美国半自传体剧情元电影，查理·卡夫曼根据苏珊·奥尔琳同名纪实著作改编并增加自我参照情节。尼古拉斯·凯奇扮演查理和唐纳德·卡夫曼，梅丽尔·斯特里普饰演苏珊·奥尔琳，主要演员还包括克里斯·庫柏、卡拉·西摩尔、布莱恩·考克斯、蒂達·史雲頓、瑪姬·吉倫荷等。
电影宣传自称同名著作改编，但叙事重点是查理·卡夫曼改编原著期间的挣扎，与书中戏剧内容平行发展。《改编剧本》增加查理的双胞胎兄弟唐纳德等虚构元素，名字写入电影编剧名单，又如奥尔琳和拉罗什的恋情，卡夫曼和所有人物的互动等。
电影的开发早在1994年就已经开始，強納森·德米将项目带到哥倫比亞電影公司并由卡夫曼编写剧本。卡夫曼经历了一场腦閉塞而完全无法对《兰花窃贼》进行改编创作。最终他根据自己在这一过程中的经历创作了一个剧本。之前曾与卡夫曼在《傀儡人生》中合作过的琼斯签约成为导演，影片的拍摄工作于2001年6月完成。《改编剧本》上映后获得了很好的评价，在第75届奥斯卡金像奖、第60届金球奖和第56届英国电影学院奖上都有所斩获，库柏赢得了奥斯卡最佳男配角奖，而卡夫曼获得了英国电影学院奖最佳改编剧本奖。

## 剧情
有自我厌憎情绪的查理·卡夫曼获聘将《兰花窃贼》改编成电影剧本。卡夫曼对四处招摇撞骗的双胞胎兄弟唐纳德搬来同住感到不爽，并且自己也正经历一个郁闷的低谷时期。唐纳德决定要像查理一样成为一个剧作家，他参加了罗伯特·麦基的一场颇有名气的研讨会。
查理是一个拒绝公式化创作的作家，他希望确保自己的剧本忠实于原著《兰花窃贼》。然而他发现这本书不是小说，其中没有可用的故事情节，所以不可能改编写电影，查理因此陷入了严重的脑闭塞。
与此同时，唐纳德创作了一个充满陈词滥调的惊悚片剧本，名字就叫《3》（英語：The 3），但却卖到了6至7位数。而已经过了与哥伦比亚电影公司所商定最后期限的查理意外开始以自我参照的方式动笔。他前往纽约去见奥尔琳，希望能得到一些剧本方面的建议，但又觉得没法面对对方，于是去参加了麦基在纽约举行的研讨会。之后他把唐纳德叫来纽约给自己一些帮助。
唐纳德前去采访奥尔琳，声称自己是查理，但对她的表述产生了怀疑，因为整个故事线索看起来太完美了。查理和唐纳德于是跟踪奥尔琳来到佛罗里达州，发现她与自己书中窃取兰花的主人翁拉罗什见面，此人也是她的秘密情人。拉罗什是一个塞米诺尔药贩团伙的成员，想要获得幽灵兰来制造一种可以令他人对自己产生迷恋的药物，奥尔琳之前就是从他手中服用了这种药。两人一起吃药后尽情做爱，之后发现了躲在旁边的查理，奥尔琳决定必须杀他灭口。
她用枪逼卡夫曼兄弟开车前往一处沼泽，准备在那里杀人抛尸。查理和唐纳德设法逃到沼泽中藏了起来，两人握手言和。拉罗什用枪意外打中了唐纳德，两人仓皇跑到一辆车上驾车离开但又撞上了一辆护林员的卡车，唐纳德因此丧命，查理再次逃进沼泽深处但被拉罗什发现，就在他要动手杀死查理前，一只鳄鱼潜到旁边咬死了拉罗什。
奥尔琳被捕了，查理和母亲重归于好，表示自己还爱着以前的女友艾美丽娅，之后回到家中完成了剧本。片尾，查理在幕后解说表示剧本完成了，他希望能让傑哈·德巴狄厄在拍出来的电影中扮演自己。

## 演员
- 尼古拉斯·凯奇饰查理·卡夫曼 / 唐纳德·卡夫曼
- 梅丽尔·斯特里普饰苏珊·奥尔琳
- 克里斯·庫柏饰约翰·拉罗什（John Laroche）
- 卡拉·西摩尔饰阿美莉娅·卡凡（Amelia Kavan）
- 布莱恩·考克斯饰罗伯特·麦基
- 蒂尔达·斯文顿饰瓦莱丽·托马斯（Valerie Thomas）
- 朗·里维斯顿饰马蒂·波温（Marty Bowen）
- 玛吉·吉伦哈尔饰卡罗琳·康宁汉（Caroline Cunningham）
- 朱迪·格雷尔饰爱丽丝（Alice）
- 鲍勃·耶基斯（英语：Bob Yerkes）饰查尔斯·达尔文

尼古拉斯·凯奇在电影中同时扮演查理·卡夫曼和唐纳德·卡夫曼

扮演查理和唐纳德·卡夫曼两个角色的最初人选是汤姆·汉克斯，《综艺》曾以唐纳德是一个真实人物的角度对电影进行过评价。凯奇以500万美元的片酬接受了角色，并且在电影拍摄期间穿着一件令自己看上去胖了很多的衣服。
斯特里普在被选中前就表达过出演苏珊·奥尔琳的强烈意愿，并且也因影片预算上的限制而接受了较低的片酬。剧组曾联系约翰·特托罗来饰演约翰·拉罗什一角，库柏本来一心要拒绝出演，但最后在他媳妇的敦促下还是接受了。诠释罗伯特·麦基一角的人选先后考虑过亞伯特·芬尼、克里斯托弗·普卢默、特伦斯·斯坦普和米高·肯恩，不过麦基本人亲自向导演推荐了布来恩·考克斯。
加里·保罗·戴维斯和杰伊·塔瓦尔在片中各自出演了一名塞米诺尔人。約翰·庫薩克、凯瑟琳·基纳、約翰·馬克維奇、兰斯·阿科德和斯派克·琼斯都在电影中以自己的真实身份客串出镜，具体的位置就是于查理·卡夫曼身在他编剧电影《成为约翰·马尔科维奇》的片场时。其他客串角色还包括道格·琼斯、占姆·比弗、柯蒂斯·汉森、大卫·O·拉塞尔等。

## 制作
将苏琳·奥尔琳的《兰花窃贼》改编成电影的想法可以追溯到1994年，20世纪福克斯公司于1997年购买了这本书的电影改编版权，不过之后转卖给了強納森·德米，后者将这个项目带到了哥倫比亞電影公司。公司于是聘请查理·卡夫曼来编写剧本，但卡夫曼发现这本书中缺少可用的具体情节，于是深陷脑闭塞中，他之后根据自己改编过程中的经历并加以夸张创作了这个剧本，还给自己增加了一个叫唐纳德·卡夫曼的“兄弟”。查理把唐纳德的名字写上了剧本的作者名单，并且在电影的节尾用字幕提示本片是献给这个人。1999年9月，卡夫曼已经完成了两稿剧本，2000年11月又开始撰写第三稿。

卡夫曼表示：
“我很晚才想到应该怎么创作这部电影（的剧本）。我当时也只能想到这么一个主意，不过我对之很满意，而且我知道，要是自己把这个主意透露出去，肯定没有人会赞同，所以我就只是低头写啊写，一直没告诉任何人。只有在拍摄《约翰·马尔科维奇》期间我有向斯派克·琼斯透露，他也知道我那段时间有多失意，而他都说，我已经疯了，所以我也不知道这剧本写出来会成个什么样儿。”
此外他还表示：“我（当时）真觉得自己的做法是在拿事业开玩笑！”
2000年4月，《改编剧本》进入了制作的快速轨道，卡夫曼在这一期间仍然进行了一些改动。2000年6月，IGN网站的斯科特·布拉克从互联网把剧本泄露了出去，到了10月，Ain't It Cool News网站的德鲁·麦克文尼也予以跟进。跨媒体制片公司加入这个项目，并以对电影投资来换取国际市场发行权，哥伦比亚公司于是只负责北美市场。电影的拍摄工作于2001年3月末在洛杉矶开始并于6月结束。

## 反响
哥伦比亚电影公司曾宣布于2001年末发行《改编剧本》，但影片一直到2002年12月6日才开始在美国进行限量发行，2003年2月14日起才在全国范围上映，首周一共在672家电影院收入113万零480美元。最终在北美的票房为2250万美元，其他国家1030万美元，合计3280万美元。电影获得了良好的评价，根据烂蕃茄上收集的197篇专业评论文章，其中179篇给出了“新鲜”的正面评价，“新鲜度”为91%，平均评分8.2（最高10分）。而在Metacritic上收集的40篇评论文章中有36篇给出好评，2篇差评，2篇褒贬不一，得分83（满分100）。
《芝加哥太阳报》影评专栏作家罗杰·埃伯特称赞本片“让你好奇得有些呼吸困难”，“观看这部电影的过程将让人体验到创作过程中的挑战”，他于2008年将《改编剧本》列入自己选择的“伟大电影”收藏名单中，2009年末，他把这部电影评为10年来最优秀的作品之一。《波士顿环球报》的韦斯利·莫里斯（Wesley Morris）认为“这是一部史诗般风趣、悲惨、严苛、古怪、原创、大胆和真诚的电影”。《新闻周刊》的大卫·安森（David Ansen）感觉梅丽尔·斯特里普“已经好多年没有出演过这么有意思的角色了”。不过，《今日美国》的麦克·克拉克（Mike Clark）对电影给出了较为负面的评价，主要批评了结尾有些过于得意忘形，污辱了观众的智商，“就像给自己脚上打了一枪般扇了目标观众的耳光”。
在第75届奥斯卡金像奖角逐中，《改编剧本》获得了男主角（尼古拉斯·凯奇）、男配角（克里斯·库柏）、女配角（梅丽尔·斯特里普）、原著改编（查理·卡夫曼和唐纳德·卡夫曼）4项提名，其中克里斯·库柏成功胜出，唐纳德也成为历史上首位获奥斯卡金像奖提名的虚构“真人”。而在第60届金球奖角逐中，本片也获得了最佳影片（音乐剧/喜剧类）、导演（斯派克·琼斯）、电影男主角（音乐剧/喜剧类）、电影男配角、电影女配角和编剧6项提名，最终库柏和斯特里普分别拿下了最佳电影男、女配角奖。卡夫曼还获得了第56届英国电影学院奖最佳改编剧本奖，凯奇、库柏和斯特里普分别获得了提名。此外，《改编剧本》还是美国影艺协会评选的年度电影之一，获2003年柏林国际电影节评审团大奖，波士顿影评人协会、广播影评人协会、芝加哥影评人协会、纽约影评人协会等多个影评人协会的最佳编剧奖。

## 家用媒体
《改编剧本》的DVD于2012年9月发行，属于第4区版本，其中包含有幕后花絮在内的特别内容，标题为《如何在一片沼泽地拍摄》（How To Shoot In A Swamp），另外还有一些其它特别内容。